# Hylaeus
Hylaeus — рід перетинчастокрилих комах родини коллетід (Colletidae). Включає понад 700 видів.

## Поширення
Рід Hylaeus поширений на всіх континентах, крім Антарктиди та деяких островів. Найбільшого різноманіття сягає в Австралії. В Європі трапляється 79 видів.
Ці бджоли мешкають на узліссях, у живоплотах, піщаних і глиняних кар'єрах, а також у парках і садах. Окремі види віддають перевагу певним середовищам існування, наприклад, Hylaeus pectoralis заростям очерету, Hylaeus rinki лісам, а Hylaeus nivalis можна спостерігати значно вище межі дерев в Альпах.

## Опис
Це бджоли з дуже невеликою кількістю волосся. У самиць також відсутній волосяний покрив для перенесення пилку (пилкова щітка). Колір кутикули переважно чорний з різною кількістю жовтого або білого, у деяких видів також червоний. Багато видів мають жовте або біле забарвлення на передній частині голови, що є видовою ознакою (хоча існують і внутрішньовидові варіації). У самців світлова «маска» розвинена сильніше, ніж у самиць.

## Спосіб життя
Деякі види гніздяться в самостійно викопаних норах, інші вибирають такі місця, як порожнини рослин, деякі види гніздяться всередині галів. Гніздо зсередини самиця покриває виділенням, нанесеним язиком, яке застигає в прозору оболонку (цей секрет є синапоморфією родини Lepididae). Використовується для створення перегородок між осередками гнізда, а також перегородки, що закриває вхід, яку самиця відкриває при вході та виході з гнізда.
Самицям властивий самотній спосіб життя. Виняток може становити Hylaeus tricolor з Південної Америки.
Більшість видів не мають зовнішніх структур для перенесення їжі до гнізда. І нектар, і пилок самиця заковтує та переносить у зобі. Винятком є Hylaeus cornutus, у якого самиці переносять пилок у порожнині епідермісу особливої форми.